# Kill (Kildare)
Kill (en gaèlic irlandès an Chill que vol dir "l'església") és una vila d'Irlanda, al comtat de Kildare, a la província de Leinster. Es troba a la vora de la frontera del comtat amb Dublín al costat de la carretera N7. La seva població era de 2.510 habitants segons el cens de 2006.)
Kill és el lloc de naixement del fenià John Devoy així com a llar de dos titulars del ministeri de més rang al Govern irlandès, la família més poderosa del segle xviii a la Cambra dels Comuns irlandesa i el lloc de naixement d'un líder de l'oposició a la Cambra dels Comuns britànica. El poble va guanyar l'Entente Florale, competència hortícola europea en 1986.

## Història
Les excavacions per a l'ampliació de la N7 en 2004 van desenterrar evidència dels primers habitatge, un turó fortificat i tres petits anells carretons tant de l'edat de bronze com de principis de l'edat de ferro. Kill (Cill Corbáin) era conegut per ser el lloc d'enterrament dels nou reis Ui Faeláin (més tard O'Byrnes) amb base a Naas (Nás na Ríogh), l'últim dels quals, Cerball mac Muirecáin, hi va ser enterrat el 909. Les ruïnes del castell de mota i pati de John de Hereford, que data probablement del segle xii, encara es poden veure als afores del llogaret. A Killhill en el segle xii s'hi va fundar una comandància dels Cavallers Hospitalaris, per Maurice Fitzgerald, i els capítols de l'ordre s'hi celebraren en 1326 i 1332/34; va existir fins a la Reforma, quan fou concedit a John Allen.
Els Whiteboys foren actius a la parròquia de Kill en 1775. La parada de la diligència de correus a Kill en 1798 incità a la rebel·lió al comtat. Kill Hill fou el nom usat per a la ciutat en els mapes del segle xviii, que marquen un bé comú que va ser tancat per llei del Parlament en 1811.
Durant la Guerra Angloirlandesa dos Royal Irish Constabulary (RIC) van ser morts a trets a Greenhills el 21 d'agost de 1920. El pub Broughal va ser atacat per les forces britàniques, i les casernes desocupades del RIC van ser cremades després.